# Tiger Army
Tiger Army is een Amerikaanse psychobillyband uit Berkeley, Californië. De band is opgericht in 1995. 

## Bezetting
- Nick 13 - zanger/gitarist
- Jeff Roffredo - bassist
- James Meza - drummer

### Voormalige bandleden
- Joel Day - bassist
- Geoff Kresge - bassist
- Adam Carson - drummer
- London May - drummer
- Fred Hell - drummer

## Biografie
Tiger Army is een psychobillyband, gevormd in 1995.
Ze speelden hun eerste optreden met AFI op 29 maart 1996. Na nog een aantal optredens met AFI en The Meteors kwamen ze onder contract bij Chapter Eleven Records. Hun eerste ep werd opgemerkt door Tim Armstrong, eigenaar van Hellcat Records en tekende hen op het label.
In oktober 1999 bracht de band hun eerste plaat Tiger Army uit. Geoff Kresge, die vroeger ook al met Nick 13 in een band speelde, kwam ook bij de band waarna de band kon toeren met Danzig en Samhain in 2000. Toen Adam Carson uit de band vertrok werd hij vervangen door London May. 
In deze bezetting nam de band hun tweede album op, getiteld Tiger Army II: Power of Moonlite, die in 2001 uitkwam. London May verliet na de opnames de band en werd vervangen door Fred Hell.
Die werd op 10 maart 2003 viermaal in het hoofd geschoten door inbrekers, die inbraken in het appartement van een vriend van hem in Chino, Californië. Hierdoor moest hij fysiotherapie volgen voordat hij weer kon drummen. Op dat moment was de band echter volop het volgende album Tiger Army III: Ghost Tigers Rise aan het schrijven. De plaat werd zo lang mogelijk uitgesteld maar de verwondingen van de drummer bleken te ernstig. Mike Fasano drumde hierdoor in het hele album. In juli 2004 besloot Hell de band maar te verlaten.
Enkele maanden later, in september, verliet ook Geoff Kresge de band. Daarop kwamen er twee nieuwe leden bij de bandm James Meza en Jeff Roffredo.
Het vierde album, Music From Regions Beyond, werd uitgebracht in juni 2007.

## Discografie

### Studioalbums
- Tiger Army - 1999
- Tiger Army II: Power of Moonlite - 2001
- Tiger Army III: Ghost Tigers Rise - 2004
- Music From Regions Beyond - 2007
- V •••– - 2016
- Retrofuture - 2019

### Ep's
- Temptation - 1997
- Early Years - 2002
- Ghost Tigers - 2004